# Храст-при-Югорю
Храст-при-Югорю (словен. Hrast pri Jugorju) — поселення в общині Метлика, регіон Південно-Східна Словенія, Словенія.